# Bärnstenskikaren
Bärnstenskikaren (originaltitel: The Amber Spyglass) är den sista delen i trilogin om Den mörka materian av Philip Pullman. Boken handlar om hur Lyra och Will går igenom många nya faror som är svårare än de redan har kämpat igenom. De måste till exempel töja ut bandet mellan dem själva och deras daimoner, och gå ner till de dödas värld. Världsalltets öde är i deras händer.
Bärnstenskikaren vann priset Whitbread Book of the Year, den första barnboken att få detta pris.